# 泰尔萨讷
泰尔萨讷（法語：Tersanne，法語發音：[tɛʁsan]）是法国德龙省的一个市镇，位于该省北部，属于瓦朗斯区。

## 地理
泰尔萨讷（45°13'34"N, 5°1'2"E）面积9.49 平方千米，位于法国奥弗涅-罗讷-阿尔卑斯大区德龙省，该省份为法国东南部内陆省份，北起顺时针与伊泽尔省、上阿尔卑斯省、上普罗旺斯阿尔卑斯省、沃克吕兹省和阿尔代什省接壤。
与泰尔萨讷接壤的市镇（或旧市镇、城区）包括：巴泰尔奈、欧特里沃、蒙舍尼、圣阿维、圣克里斯托夫和勒拉里斯、圣马丹杜特。

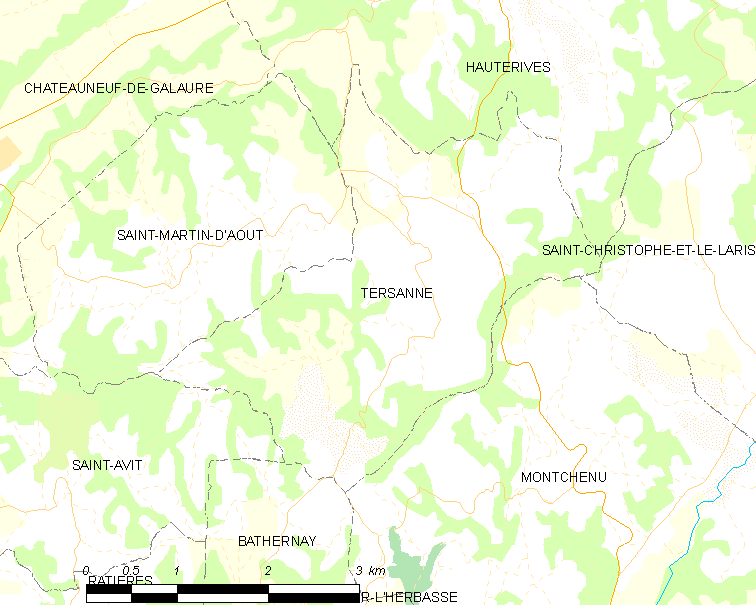
泰尔萨讷的OSM定位图

泰尔萨讷的时区为UTC+01:00、UTC+02:00（夏令时）。

## 行政
泰尔萨讷的邮政编码为26390，INSEE市镇编码为26349。

## 政治
泰尔萨讷所属的省级选区为丘陵德龙县。

## 人口

1962-2008年间泰尔萨讷人口变化图示

泰尔萨讷于2022年1月1日时的人口数量为354人。